# Wiera Gran
Wiera Gran (n. 20 aprilie 1916, Białystok, Imperiul Rus – d. 19 noiembrie 2007, Paris, Franța) a fost o cântăreață poloneză.